# Kleine Oostbrug
De Kleine Oostbrug en de Kleine Sluis, of Kleine Oostsluis, zijn een ophaalbrug en sluis die gezamenlijk een rijksmonument in het centrum van de Noord-Hollandse stad Hoorn vormen. Een eerste vermelding van een brug op deze locatie stamt uit de tijd van de bouw van de eerste Oosterpoort. Met de bouw van de sluis werd in 1579 begonnen. De huidige brug stamt uit 1925 toen een houten ophaalbrug werd vervangen door de huidige metalen brug.
De brug en sluis zijn samen een rijksmonument, zij werden op 16 november 1965 in het monumentenregister ingeschreven.

## Geschiedenis
in 1511 is men begonnen met de bouw van de Oude Oosterpoort, de bouw van de Kleine Oostsluis begon echter pas op 9 juni 1579. Een eerste kaart waarop een brug aangegeven stond is een kaart uit 1582 van de hand Lodovico  Guicciardini. Reeds in 1623 en 1654 moest de sluis reparatie ondergaan. In 1654 werd een deel van de sluis tijdelijk gedempt zodat er herstelwerkzaamheden plaats konden vinden. 
Gedurende de jaren 1770 is de brug meermalen gerepareerd. De hamei is in die jaren meermalen naar beneden gevallen, hierbij is een keer een 5-jarig meisje gedood, bijeen andere keer raakte een timmerman dodelijk gewond en weer een andere keer is tijdens een reparatie een onderhoudsmedewerker aan zijn been gewond geraakt.
Ook gedurende de vorige eeuw werden de sluis en brug meermalen gerestaureerd. De brug zelf werd in 1925 vervangen door de huidige, bredere, metalen brug. In 1970 moest de vloer van de sluis gerestaureerd worden: deze was door boten beschadigd geraakt. 